# Věroslav Jedlička
Věroslav Jedlička (27. března 1923 – ???) byl český a československý politik Československé strany socialistické, poúnorový poslanec Národního shromáždění ČSSR a poslanec Sněmovny lidu Federálního shromáždění a České národní rady za normalizace.

## Biografie
Ve volbách roku 1964 byl zvolen za ČSS do Národního shromáždění ČSSR za Jihomoravský kraj. V Národním shromáždění zasedal až do konce volebního období parlamentu v roce 1968.
K roku 1968 se profesně uvádí jako místopředseda ČNR z obvodu Modřice a finanční ekonom odboru zemědělství Jihomoravského KNV.
Po federalizaci Československa roku 1969 usedl do Sněmovny lidu Federálního shromáždění (volební obvod Ostrava-střed), kde setrval do konce volebního období, tedy do voleb v roce 1971. V letech 1969–1971 zasedal i v České národní radě. Ve volbách v roce 1971 a volbách v roce 1976 mandát obhájil a v ČNR setrval až do konce volebního období, tedy do voleb v roce 1981.